# Braunton

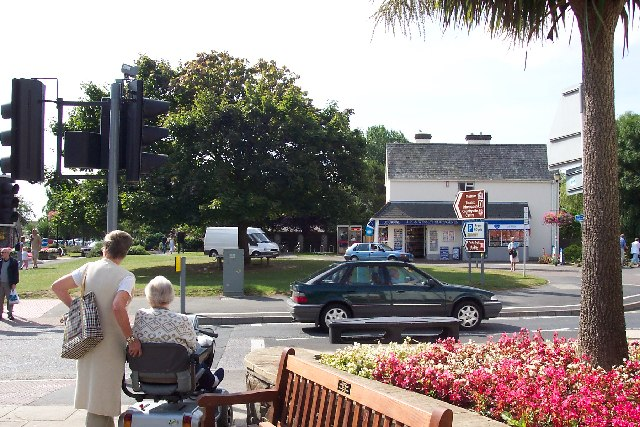
Uma vista de uma rua em Braunton.

Braunton é um vilarejo localizado cinco milhas à oeste de Barnstaple, em Devon, Inglaterra. É aclamado como sendo o maior vilarejo da Inglaterra, com uma população de 7.510 habitantes (censo de 2001).

## Cidade-irmã
Braunton é geminada com:
- Plouescat, França